# Roar Johansen
Roar Johansen (ur. 8 lipca 1935 we Fredrikstad, zm. 23 października 2015 we Fredrikstad) – norweski piłkarz grający na pozycji środkowego obrońcy. W swojej karierze rozegrał 61 meczów w reprezentacji Norwegii.

## Kariera klubowa
Całą swoją karierę piłkarską Johansen spędził w klubie Fredrikstad FK. W 1952 roku awansował do pierwszej drużyny i wtedy też zadebiutował w jej barwach w pierwszej lidze norweskiej. W 1957 roku osiągnął z Fredrikstad pierwsze sukcesy. Wywalczył wówczas swoje pierwsze mistrzostwo kraju w karierze oraz zdobył pierwszy w karierze Puchar Norwegii. Po tytuł mistrzowski sięgał również w latach 1960 i 1961, a po krajowy puchar - w latach 1961 i 1966. Swoją karierę zakończył w 1967 roku.

## Kariera reprezentacyjna
W reprezentacji Norwegii Johansen zadebiutował 28 maja 1958 roku w zremisowanym 0:0 towarzyskim meczu z Holandią, rozegranym w Oslo. W swojej karierze grał w: eliminacjach do MŚ 1962, Euro 1964, MŚ 1966 i Euro 68. Od 1958 do 1967 roku rozegrał w kadrze narodowej 61 meczów.